# Station West Ham
Station West Ham is een station van de National Rail en de metro van Londen. Hier stoppen de District line, Hammersmith and City, Jubilee Line en Docklands Light Railway. Het station is in 1901 geopend.

## Geschiedenis
In 1858 werd een rechtstreekse lijn door de parochie West Ham tussen Barking en Bow aangelegd door de London, Tilbury en Southend Railway (LT&SR). De treinen hoefden daardoor niet meer om te rijden over Forest Gate en Stratford. De nieuwe lijn opende aanvankelijk met alleen stations bij Bromley, Plaistow en East Ham. De Eastern Counties and Thames Junction Railway van noord naar zuid door West Ham werd in 1846 geopend en verbond Stratford met Canning Town evenmin met een station bij West Ham. In november 1897 sloot Arnold Hills, de eigenaar van de Thames Ironworks and Shipbuilding Company, wiens voetbalploeg Thames Ironworks FC, het latere West Ham United, speelde op de Memorial Grounds, een overeenkomst met de LT&SR om een station te bouwen bij de kruising van Manor Road en Memorial Avenue. De overeenkomst werd in februari 1898 door het bestuur van het bedrijf bekrachtigd, de bouw van het station met vier sporen werd gegund aan aannemer Mowlem. De viersporen in het station maakten het mogelijk om de hele lijn viersporig te maken als de Whitechapel en Bow Railway gereed zou zijn. Het station werd in mei 1900 opgeleverd, maar ging pas op 1 februari 1901 open. 
De North London Railway onderhield sinds 18 mei 1869 een dagelijkse dienst naar Plaistow via de verbindingsbogen bij Bow. Toen West Ham opende stopte deze dienst ook langs het noordelijke eilandperron van West Ham. In 1905 schakelden ze over naar het zuidelijke eilandperron toen bij Plaistow een kopspoor aan de zuidkant beschikbaar kwam. De Whitechapel en Bow Railway maakte het in 1902 mogelijk om Metropolitan District Railway, de latere District Line, om via West Ham door te rijden naar Upminster. In 1905 werden de twee noordelijke sporen geëlektrificeerd tot East Ham wat ook betekende dat het nieuwe elektrische materieel van de MDR niet verder reed dan East Ham. Pas vanaf 12 september 1932 werd Upminster weer aangedaan nadat de lijn ten oosten van East Ham ook geëlektrificeerd was. De treinen van de LT&SR tussen Fenchurch Street en Southend gebruikten sinds het begin van de doorgaande diensten van de MDR de zuidelijke sporen. De LT&SR verminderde het aantal stops op station West Ham tot een paar per week in 1908 en in 1913 schrapten ze het station helemaal. In 1912 werd het station verkocht aan de Midland Railway die in 1923 opging in de London, Midland and Scottish Railway. Het station werd op 11 februari 1924 omgedoopt in West Ham (Manor Road). Op 1 januari 1916 staakte de North London Railway de dienst naar Plaistow zodat het zuidelijke perron ongebruikt bleef.

## London Transport
In 1933 werd het openbaar vervoer in Londen genationaliseerd in Londen Transport, dat de MDR omdoopte in District Line. Sinds 3 maart 1936 wordt het station ook bediend door de Hammersmith & City Line, destijds nog onder de naam Metropolitan Line. Door luchtaanvallen op 7 september 1940 raakte het station zwaarbeschadigd en bleef het tot 11 augustus 1941 gesloten. Vervolgens werd het zuidelijke eilandperron verwijderd. In 1948 werden de spoorwegen genationaliseerd en kwam het station in handen van British Railways. Op 1 januari 1969 nam London Transport het station over en kreeg het station weer zijn oorspronkelijke naam. In 1979 werden langs de Eastern Counties and Thames Junction Railway perrons gebouwd ten behoeve van de Crosstown Link, de latere North London Line, die destijds begon met een reizigersdienst tussen Camden Road en North Woolwich. Op 14 mei 1999 begonnen de diensten van de Jubilee Line vanaf een eigen perron. De North London Line werd op 9 december 2006 ten zuiden van Stratford gesloten om de lijn om te bouwen naar de Docklands Light Railway (DLR). Deze ombouw was op 31 augustus 2011 gereed en sindsdien bedient de DLRtak naar Stratford International het station.

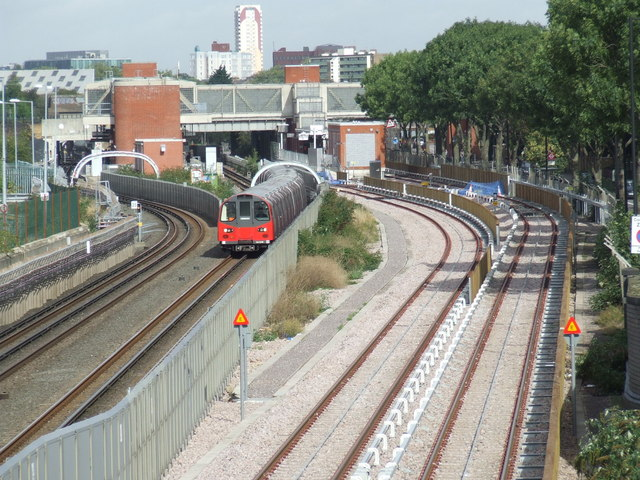
Het station uit het zuiden, links Jubilee, rechts DLR
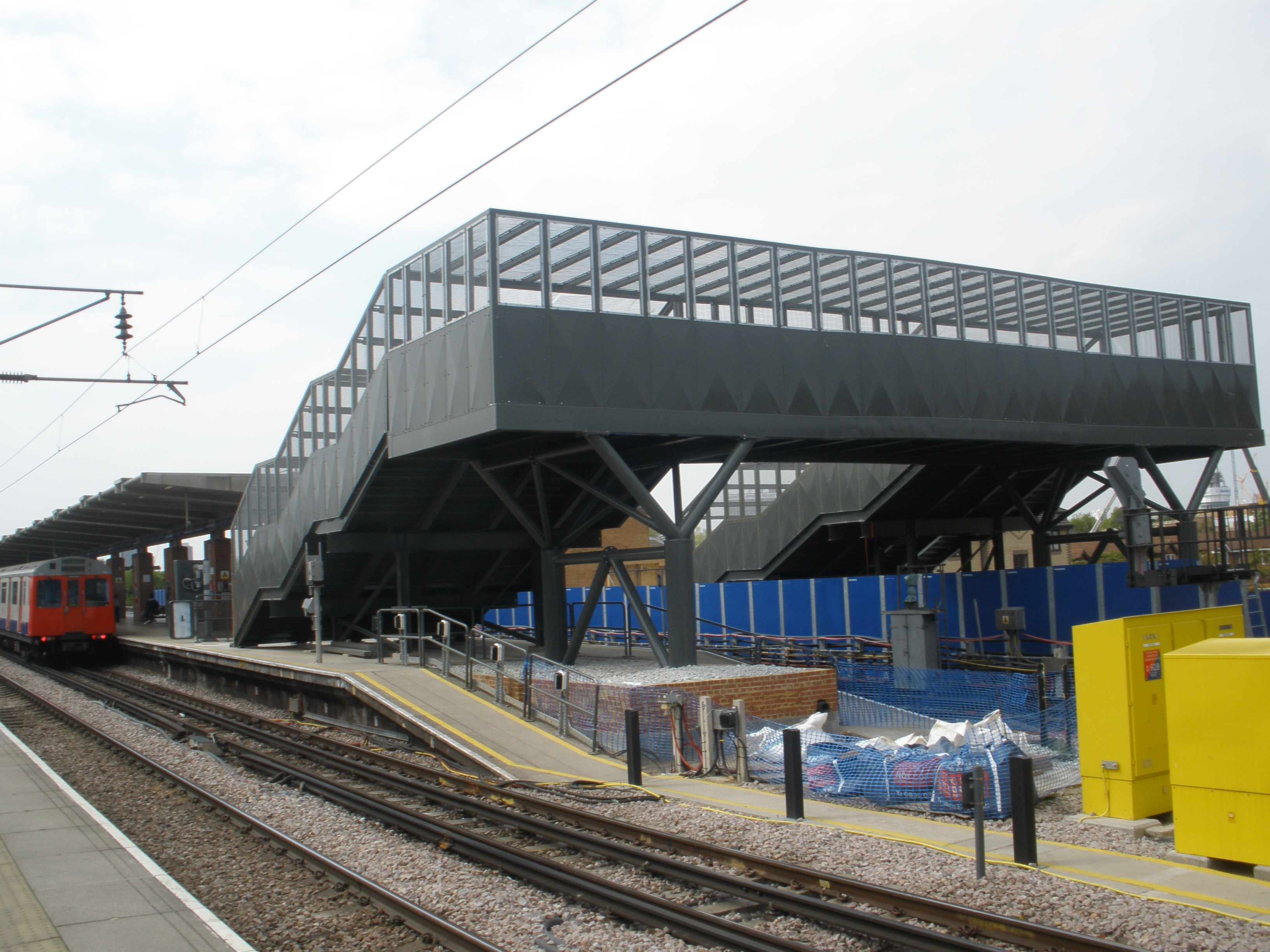
De olympische loopbrug gezien vanaf het zuidelijke eilandperron
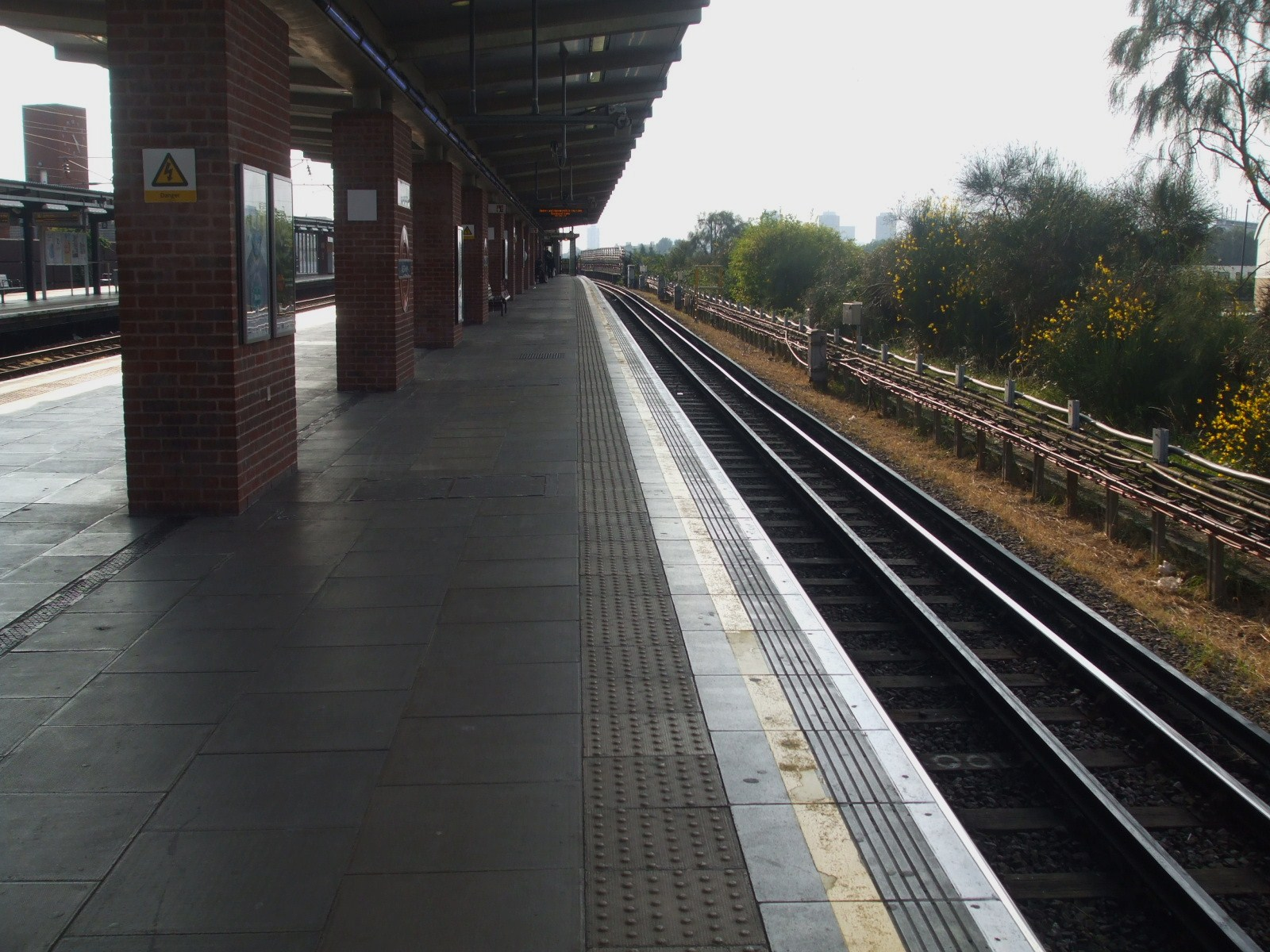
Het noordelijke eilandperron
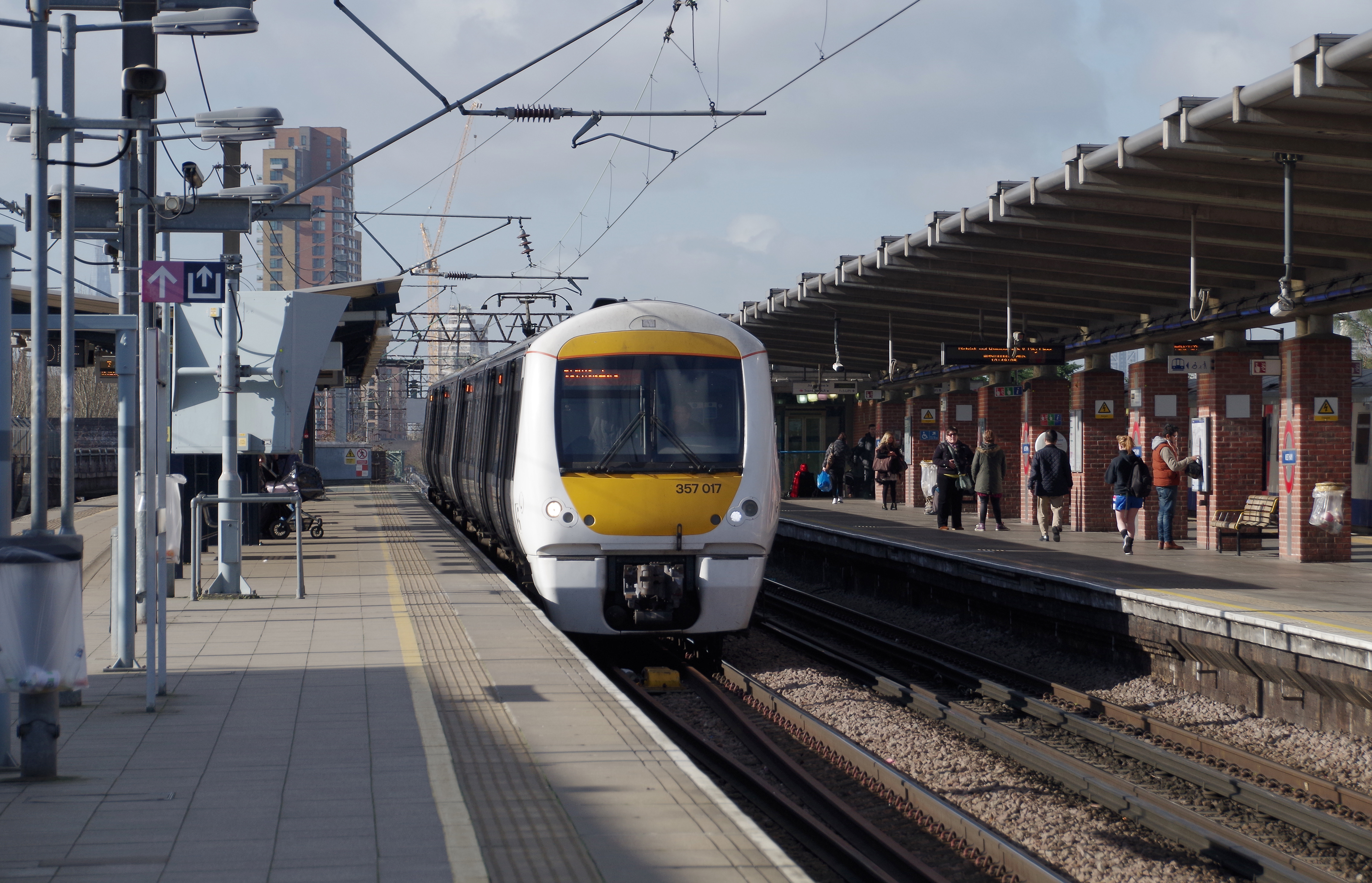
Trein van c2c in station West Ham

## Ligging en inrichting
Het station is genoemd naar de voormalige parochie en wijk West Ham die op enige afstand naar het noordoosten ligt. Sinds West Ham United Football Club in 1904 naar Boleyn Ground verhuisde, bevindt het station zich niet meer in de buurt van de voetbalclub. Aan de Holland Road ten noorden van het vroegere voetbalveld zijn de East London Rugby Football Club, de Kings Cross Steelers RFC  en de Phantoms RFC te vinden. 
In de jaren 90 van de twintigste eeuw werd het station, in het kader van de Jubilee Line Extension volledig herbouwd naar een ontwerp van van  Heyningen en Haward Architects. Het stationsgebouw op de hoek van Manor Road en Memorial Avenue werd met een brug over de Manor Road en de sporen op maaiveldniveau verbonden met de perrons van de DLR en de Jubilee Line. Het perron van de metrolijnen op de spoordijk is met een reiziegrstunnel verbonden met de stationshal, daarnaast werd het in 1941 verwijderde eilandperron in ere hersteld ten behoeve van de voorstadsdienst tussen Fenchurch Street en Southend van c2c, ook dit perron werd met de tunnel verbonden. De oude ingang werd gesloten en de herbouwde stationshal vormt nu ook de verbinding voor overstappers. De gelegenheid werd aangegrepen om het station geheel rolstoetoegankelijk te maken. Het stationsgebouw en de verbindingsgangen zijn afgewerkt met een mix van rode baksteen, beton en glas, geïnspireerd op Charles Holden. Het station werd gebouwd tegen een fractie van de kosten van andere stations aan de Jubilee Line Extensions, slechts £ 10,5 miljoen vergeleken met meer dan £ 100 miljoen voor stations zoals Canary Wharf. 
Op het bovenste niveau wordt het noordelijke eilandperron (spoor 1 en 2) gebruikt door de metrostellen van de District Line en de Hammersmith & City Line, en het zuidelijke eilandperron (spoor 7 en 8) door treinen van c2c. Op het lagere niveau parallel aan Manor Road wordt het westelijke eilandperron (spoor 5 en 6) gebruikt door Jubilee Line, terwijl het oostelijke eilandperron (spoor 3 en 4) bedient wordt door de DLR.
In de aanloop naar de Olympische- en Paralympische Spelen van 2012 werd in januari 2011 begonnen met de bouw van een loopbrug en tijdelijke trappen aan de oostkop van de metroperrons. Hiermee konden de extra reizigers worden verwerkt en via het Greenway voet- en fietspad is het Olympisch Park bij Stratford rechtstreeks bereikbaar. Na afloop van de paralympische spelen werd de brug medio oktober 2012 gesloopt. De fundamenten van de brug zijn bliven staan zodat ze later weer gebruikt kunnen worden als het station wordt uitgebreid. 
In verband met de verbouwing van station Whitechapel voor de komst van de Elizabeth Line werd tussen de sporen ten oosten van het noordelijke perron een keerspoor gebouwd. Dit spoor is vanuit beide richtingen bruikbaar en verving op 17 januari 2011 de keer mogelijkheden bij Whitechapel.

## Aanslag
Op 15 maart 1976 raakten zeven mensen gewond toen een bom ontplofte in een metrostel op de Metropolitan Line. De bom ontplofte vermoedelijk te vroeg, aangezien wordt aangenomen dat Liverpool Street station het doel was dat tijdens de avondspits geraakt moest worden. De dader A.V. Donnelly van de IRA schoot een postbeambte neer en schoot de metrobestuurder, Julius Stephen, dood toen ze probeerden hem aan te houden. Donnelly werd het jaar daarop tot levenslang veroordeeld, maar in 1998 als gevolg van het Goedevrijdagakkoord vrijgelaten.

## Reizigersdienst
Het station ligt op de grens van tariefzone 2 en 3 van Londen.
De normale dienst buiten de spits is (tpu = treinen per uur):
- District Line
  - 6 tpu naar Wimbledon via Tower Hill
  - 6 tpu naar Richmond via Tower Hill
  - 12 tpu naar Upminster
- Hammersmith & City Line
  - 4 tpu naar Hammersmith via King's Cross St. Pancras
  - 4 tpu naar Barking
- Jubilee Line
  - 16 tpu naar Stratford
  - 8 tpu naar Stanmore
  - 4 tpu naar Wembley Park
  - 4 tpu naar Willesden Green
- c2c
  - 8 tpu naar Fenchurch Street
  - 4 tpu naar Shoeburyness
  - 2 tpu naar Grays via Rainham
  - 2 tpu naar Southend Central via Ockendon

Hammersmith · 
Goldhawk Road · 
Shepherd's Bush Market ·
Wood Lane · 
Latimer Road · 
Ladbroke Grove · 
Westbourne Park · 
Royal Oak · 
Paddington · 
Edgware Road · 
Baker Street · 
Great Portland Street · 
Euston Square · 
King's Cross St. Pancras · 
Farringdon · 
Barbican · 
Moorgate · 
Liverpool Street · 
Aldgate East · 
Whitechapel · 
Stepney Green · 
Mile End · 
Bow Road · 
Bromley-by-Bow · 
West Ham · 
Plaistow · 
Upton Park · 
East Ham · 
Barking
Stanmore ·
Canons Park ·
Queensbury ·
Kingsbury ·
Wembley Park ·
Neasden ·
Dollis Hill ·
Willesden Green ·
Kilburn ·
West Hampstead ·
Finchley Road ·
Swiss Cottage ·
St. John's Wood ·
Baker Street ·
Bond Street ·
Green Park ·
Westminster ·
Waterloo ·
Southwark ·
London Bridge ·
Bermondsey ·
Canada Water ·
Canary Wharf ·
North Greenwich ·
Canning Town ·
West Ham ·
Stratford
- Library of Congress Control Number: sh2015000653
- Nationale Bibliotheek van Israël: 987007409098405171
- Virtual International Authority File: 476154329445426970004